# Treff (Zeitschrift)
Treff – Das Wissensmagazin für Schüler war ein deutschsprachiges, monatlich erscheinendes Magazin, das sich an 9–14-jährige Mädchen und Jungen in Deutschland richtete. Es erschienen lokale Ausgaben für Österreich und die Schweiz. Während ihrer Erscheinungszeit von 1974 bis 2013 machte die Zeitschrift mehrere Konzeptwechsel durch. Zuletzt erschien sie bei Family Media.
Nach Verlagsangaben war die monatliche Auflage 50.000 Exemplare, das Objekt nahm seit Anfang 2005 nicht mehr an der IVW-Kontrolle teil.

## Geschichte

### Deutschland
Gegründet wurde Treff mit dem damaligen Untertitel Das Schülermagazin 1974 als reine Abonnement-Zeitschrift im Velber Verlag.
1999 kaufte der OZ Verlag der Oberrheinischen Zeitung den Velber Verlag und das Heft. 2004 wurden die Familien- und Kinderzeitschriften in der Family Media unter Beteiligung des Springer-Verlags gebündelt, der 2009 aus dem Projekt ausstieg. Im September 2011 erschien das letzte eigenständige Heft des Treff, die restlichen Monate des Jahres 2013 wurde es als  Treff Stafette im Sailer Verlag, Nürnberg herausgegeben, bevor das Erscheinen zugunsten der Stafette des Sailer-Verlags eingestellt wurde.

### Österreich
Von Oktober 1986 bis Juli 1994 erschien die 1948 gegründete österreichische Zeitschrift Wunderwelt unter dem Titel Treff-Wunderwelt als österreichische Ausgabe des deutschen Treff-Jugendmagazin (damals Velber-Verlag). Die letzte "treff Wunderwelt" erschien im Juli 1994.
Im Oktober 1986 wurde die ehemalige österreichische Zeitschrift Wunderwelt als selbständiges Blatt eingestellt. Während die Redaktion eine Fusion mit dem Spick bevorzugte, entschied sich der Verlag für das Treff. Unter dem Titel Treff-Wunderwelt wurde eine österreichische Ausgabe des deutschen Treff-Jugendmagazin vertrieben. Dieses war mit der deutschen Ausgabe identisch. Nur auf der Titelseite prangte der traditionelle "Wunderwelt"-Schriftzug und auf der letzten Seite wurden weiterhin Nachrichten der Umweltspürnasen von Ingrid Greisenegger, der letzten Redakteurin der "Wunderwelt", abgedruckt.

### Schweiz
Im Laufe des Jahres 1981 wurde die schweizerische, 1884 gegründete Schülerzeitung vom Velber-Verlag übernommen und unter dem Namen Treff-Schülerzeitung als schweizerische Ausgabe des Treff-Schülermagazins vertrieben. Außer dem Umschlag waren zwei weitere Seiten landesspezifisch.